# American Family Physician
American Family Physician est un journal médical bimensuel revu par les pairs publié par l'American Academy of Family Physicians. Il fournit une formation médicale continue pour les médecins de famille et les autres praticiens de premier recours. La publication publie des articles orientés dans une perspective de médecine de famille abordant les affections courantes et des revues fondées sur des éléments probants, avec l'objectif d'aider les cliniciens dans leurs soins apportés à leurs patients.
Le journal GP, acronyme de « General Practitioner », a précédé l'American Family Physician. GP a été lancé en 1950 par l'American Academy of General Practice, organisation précédant elle-même l'American Academy of Family Physicians.